# Orgosolo
Orgosolo (sardinski: Orgòsolo) je grad i općina (comune) u pokrajini Nuoru u regiji Sardiniji, Italija. Nalazi se na nadmorskoj visini od 620 metara i ima 4 210 stanovnika.
 Prostire se na 222,6 km². Gustoća naseljenosti je 19 st/km².
Susjedne općine su: Dorgali, Fonni, Mamoiada, Nuoro, Oliena, Talana, Urzulei i Villagrande Strisaili.